# Parathuramminites
Parathuramminites es un género de foraminífero bentónico de la subfamilia Parathurammininae, de la familia Parathuramminidae, de la superfamilia Parathuramminoidea, del suborden Fusulinina y del orden Fusulinida. Su especie tipo es Parathurammina cushmani. Su rango cronoestratigráfico abarca desde el Wenlockiense (Silúrico medio) hasta el Viseense (Carbonífero inferior).

## Discusión
Algunas clasificaciones más recientes incluyen Parathuramminites en el suborden Parathuramminina, del orden Parathuramminida, de la subclase Afusulinina y de la clase Fusulinata.

## Clasificación
Parathuramminites incluye a las siguientes especies:
- Parathuramminites cushmani †
- Parathuramminites eosuleimanovi †
- Parathuramminites cushmani †
- Parathuramminites kainaricus †
- Parathuramminites paracushmani †
  - Parathuramminites paracushmani oshiensis †
- Parathuramminites rheniensis †
- Parathuramminites sphaericus †
- Parathuramminites vasiljevae †
  - Parathuramminites vasiljevae tenuissima †